# Boeing MQ-25

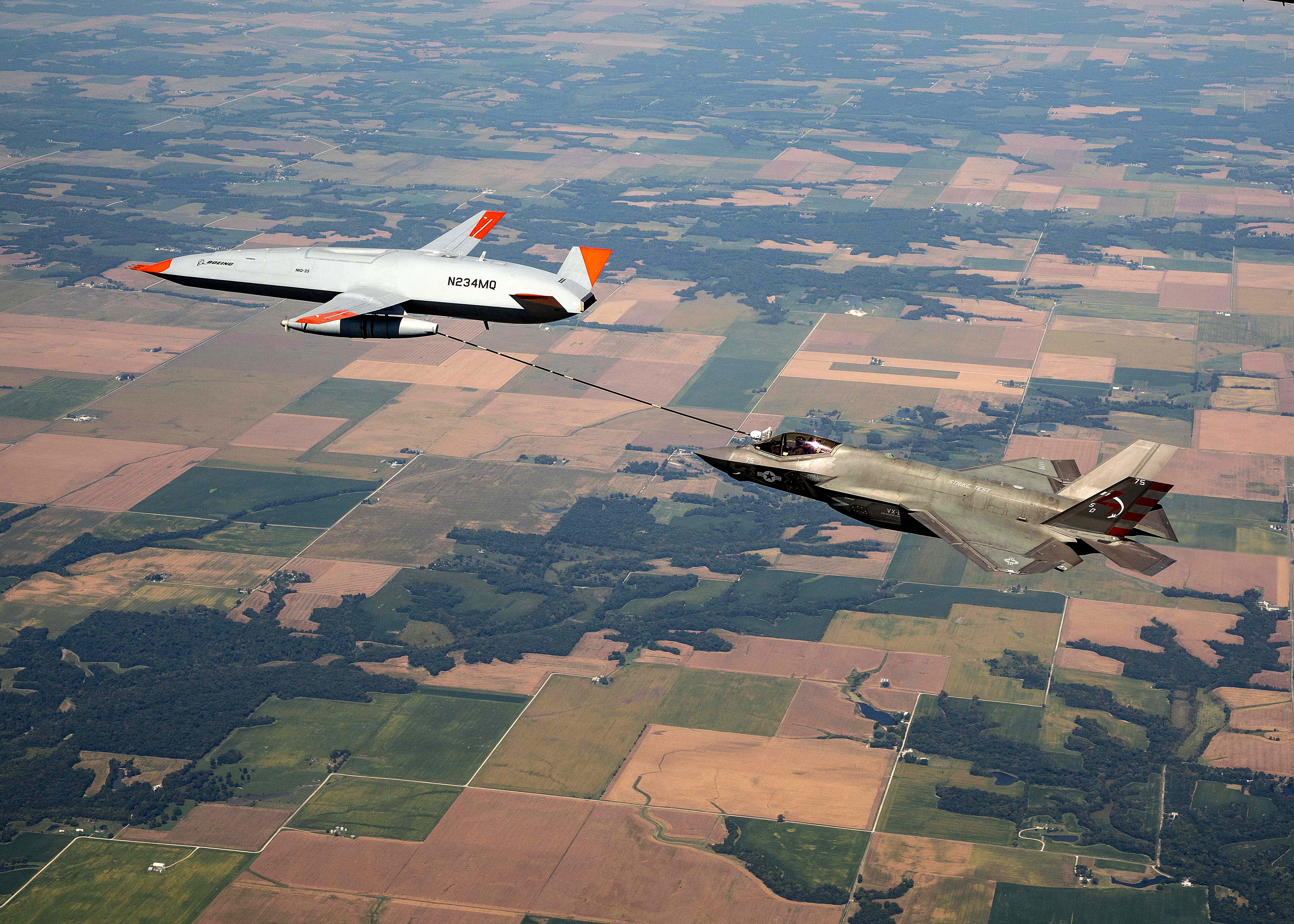
Boeing MQ-25 Stingray bei der Luftbetankung einer F-35

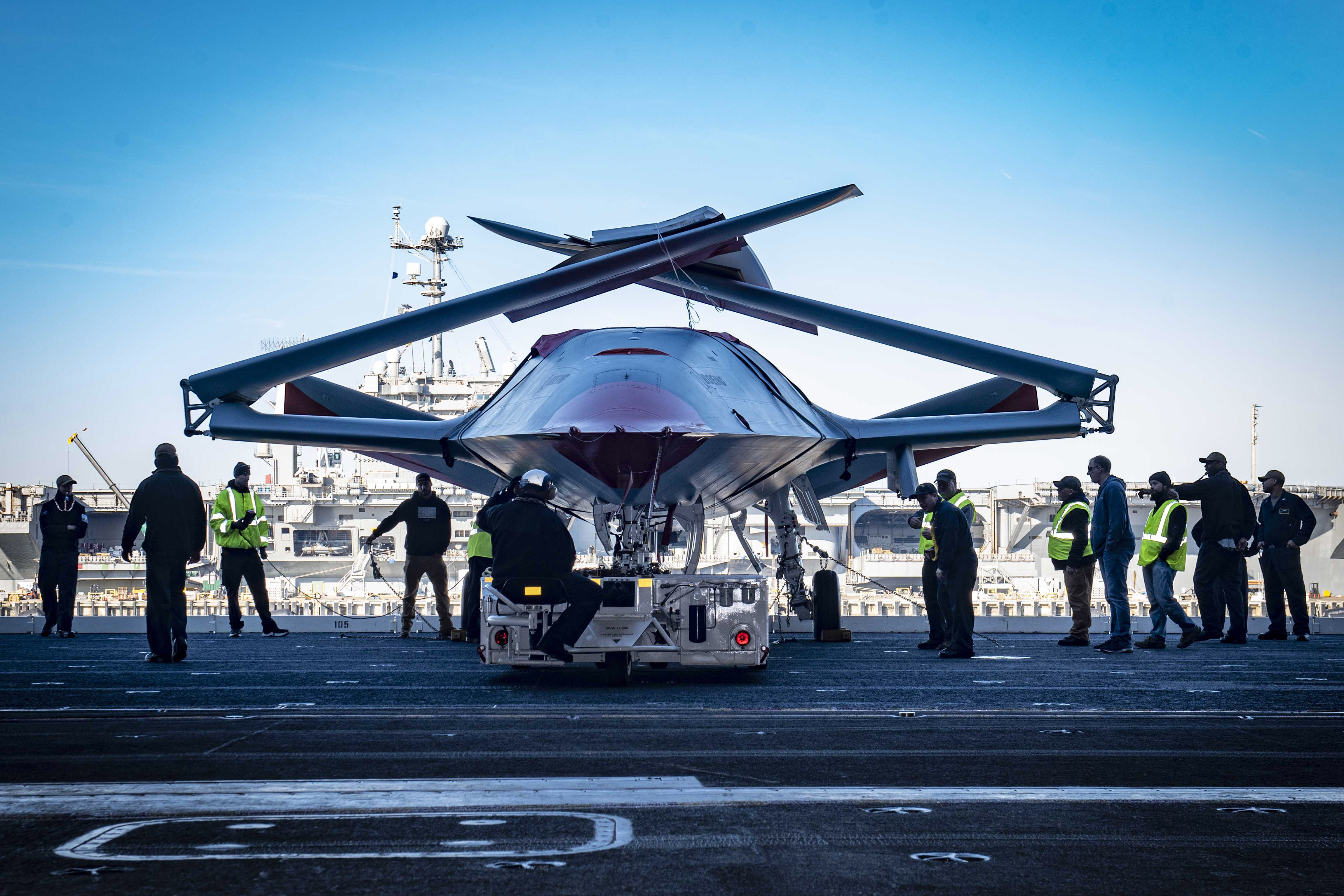
MQ-25 T1 an Bord der George H. W. Bush 2021

Die Boeing MQ-25 Stingray ist eine im Rahmen des UCAAS-Programmes (Unmanned Carrier Aviation Air System) in der Entwicklung befindliche Tarnkappendrohne der U.S. Navy. Die primäre Aufgabe der MQ-25 ist die Luftbetankung bemannter Flugzeuge vom Typ F/A-18E/F Super Hornet und F-35C. Zu den sekundären Aufgaben gehören ISR-Fähigkeiten, sowie die Verwendung als Kommunikationsrelais.

## Geschichte

### Entwicklung
Die Entwicklung der MQ-25 Stingray geht auf der UCLAAS-Programm (Unmanned Carrier-Launched Airborne Surveillance and Strike) zurück, welches das Ziel hatte, eine trägergestützte Tarnkappendrohne mit ISR- und Angriffsfähigkeiten zu schaffen. Im Rahmen dieses Programmes reichten Boeing, General Atomics, Lockheed Martin und Northrop Grumman Vorschläge auf Basis bereits bestehender Muster ein, nachdem diese im August entsprechende Verträge für Vorentwurfsstudien erhalten hatten. Boeing selbst griff dabei auf die Phantom Ray zurück. Für das zukünftige Muster wurde die Bezeichnung „RAQ-25“ reserviert. Wie zahlreiche Drohnen-Beschaffungsprogramme zuvor, litt auch das UCLAAS-Programm unter teils erheblichen Verzögerungen.
Am 1. Februar 2016 wurde das UCLAAS-Programm teilweise in das CBARS-Programm (Carrier-Based Aerial-Refueling System) umgewandelt. Der wichtigste Unterschied dabei war, dass auf die Angriffsfähigkeiten verzichtet wird. Stattdessen lag der neue Schwerpunkt nun auf der Luftbetankung bemannter Kampfflugzeuge. Hintergrund dieser Entscheidung war, dass mit solch einer Tankerdrohne die Reichweite trägergestützter Kampfflugzeuge sich erheblich steigern lässt. Das Wiederum erhöht die Effektivität der Flugzeugträger der U.S. Navy, da sie eine höhere Distanz zum Ziel bzw. zur Küste halten können. Vizeadmiral Mike Shoemaker gab an, dass der Einsatzradius einer Super Hornet mit der MQ-25 sich von 830 km auf über 1300 km steigern ließe. Die Navy sieht in der neuen Drohne auch eine Reaktion auf ballistische Anti-Schiff-Raketen, sogenannten Carrier Killer, wie zum Beispiel des chinesischen DF-21D.
Die Neuausrichtung des Programms stellte die Hersteller vor teilweise erhebliche technische Schwierigkeiten. Bei Boeing verwarf man nun die Phantom Ray als Ausgangsmuster, da man davon ausging, dass für die neuen Anforderungen ein klassischer Entwurf effektiver sei als ein Nurflügler. Nachdem die U.S. Navy im Oktober 2017 die finalen Anforderungen (RFP) an die Hersteller hinausgab, zog sich Northrop Grumman aus dem Programm zurück. Wie Boeing kam man auch hier zu dem Schluss, dass ein Nurflügler, wie die verwendete X-47B, ungeeignet für das CBARS-Programm sei. Inzwischen war die Bezeichnung „RAQ-25“ in „MQ-25A Stingray“ und „CBARS“ in „UCAAS“ (Unmanned Carrier Aviation Air System) abgeändert worden.
Am 30. August 2018 gab die U.S. Navy Boeing als Gewinner der Ausschreibung bekannt. Boeing erhielt einen Vertrag über 805,3 Mio. US-$ für die Entwicklung von vier Vorserienmaschinen. Insgesamt plant die U.S. Navy die Anschaffung von 72 MQ-25 Stingrays, welche 2024 in Dienst gestellt werden sollen.

### Erprobung des Prototyps
Am 4. Juni 2021 führte der Boeing-eigene Prototyp T1 (Luftfahrzeugkennzeichen N234MQ) der MQ-25 als erste Drohne eine Luftbetankung bei einem bemannten Flugzeug, einer F-18 Super Hornet der US Navy, durch. Mit Tankdrohnen soll zukünftig die Reichweite von Trägerflugzeugen erhöht werden und daher sind demnächst Erprobungen der MQ-25 Stingray von einem Flugzeugträger geplant. Am 18. August 2021 führte die MQ-25 T1 eine Luftbetankung bei einer E-2D Hawkeye der US Navy durch.
Im Dezember 2021 führte man mit dem Prototyp erste Tests auf dem Flugzeugträger George H. W. Bush durch. Im Hafen von Norfolk wurden Versuche zur Funktionalität und Fähigkeiten des Deckshandlingsystems sowohl bei Tag als auch bei Nacht durchgeführt. Man probte das Rollen und Parken auf dem Flugdeck sowie den Anschluss an das Katapult. Auch ein Prototyp der MD-5-Bodenkontrollstation im Unmanned Aviation Warfare Center (UAWC) von Lockheed Martin kam zum Einsatz. Es gab ferner den ersten Vorführflug mit dem Joint Precision Landing System (JPALS).

### Weitere Planung
Boeing baut derzeit (Stand Dezember 2021) vier Flugzeuge, die zur Entwicklung der Serienfertigungsprozesse dienen sollen (Engineering and Manufacturing Development (EMD)). Zusätzlich werden auch zwei Bruchzellen und drei als System Demonstration Platform bezeichnete Flugzeuge hergestellt. Die US Navy soll die erste MQ-25A-Serienmaschine 2024 erhalten.
Der Einsatz in den neu aufgestellten Unmanned Carrier-Launched Multi-Role Squadrons (VUQ) ist ab 2025 geplant. Diese Einheiten sollen Detachments mit jeweils fünf Flugzeugen für jeden Flugzeugträger abstellen. Als erstes wurde VUQ-10 zur Übernahme von Schulungsaufgaben im Oktober 2021 aufgestellt. In naher Zukunft (Stand Dezember 2021) sollen VUQ-11 und VUQ-12 installiert werden, deren Detachments jeweils den Airborne Command & Control Squadrons (VAW) der Carrier Air Wings zugeordnet werden und deren logistische Einrichtungen mitbenutzen sollen.

## Technische Daten
| Kenngröße                             | Daten T1 |
| ------------------------------------- | -------- |
| Länge                                 | 15,54 m  |
| Spannweite                            | 22,86 m  |
| Spannweite mit gefalteten Tragflächen | 9,54 m   |
| Höhe                                  | 4,78 m   |